# Аркадьев, Иосиф
Ио́сиф Арка́дьев (настоящее имя Ио́сиф Арка́дьевич Эпштейн; ? — 5 декабря 1971, Москва) — муж и администратор Изабеллы Юрьевой, юрист, поэт-песенник, автор стихов к её песням и романсам: «Если можешь, прости», «О любви и дружбе», «Ласково взгляни», «Твои письма», «Если помнишь, если любишь», «Весенняя песенка», «Первый бал».

## Биография
В 1920-х годах был главным администратором театрального треста Ленинграда.
Работал в парфюмерии (ТЭЖЭ).
Был недолго директором Колонного зала Дома Союзов, ему предложили вступить в РКП(б), потому, что Колонный зал посещают члены правительства, и директор должен быть партийным, он отказался, ему предложили стать тогда заместителем директора, он отказался, и стал администратором известной певицы.

Изабелла Юрьева вспоминала: «Я вышла на сцену в чёрном бархатном платье с длинной ниткой жемчуга. Пела строго, очень деликатно. Одну песню исполнила, вторую, третью… Слышу — захлопали. И давай наперебой приглашать: „Я беру её“, „Нет, я беру её…“. Вдруг поднимается молодой интересный мужчина и, что называется, ставит точку: „Позвольте, я возьму её к себе“. Это был Иосиф Аркадьевич Аркадьев — директор театрального треста, мой будущий муж».

Ради Юрьевой Иосиф Эпштейн (Аркадьевым он стал в новой жизни) отказался от карьеры преуспевающего юриста и стал просто «личным администратором известной певицы». Ездил по гастролям, писал ей песни.

В 1925 году Изабелла Юрьева вышла замуж за Иосифа Аркадьева, и он увёз её в свадебное путешествие в Париж.

За год до смерти в интервью Радио «Свобода» Изабелла Юрьева вспоминала:
— Мой муж ходил по дачам и просил: «Ради Бога, или сделайте тише, или снимите!» Ставили пластинки — «Саша», «Белая ночь». Я боялась, что больше не смогу это петь. Настолько мне надоело слышать эти песни. Из каждого окна.

В 1936 году Иосиф Аркадьевич купил у одного американца золотистый «Крайслер». Второй такой во всей Москве был только у наркома НКВД Ежова. По воспоминанию Юрьевой, когда они встречались на дороге, то салютовали друг другу.

Лето Изабелла и Иосиф проводили на Клязьме, катались на лодке, принимали гостей.

Когда они с Аркадьевым шли по московской улице, от них исходило сияние.

Потеря мужа стала главной в её жизни. Она не только лишилась любящего и заботливого мужчины — её мир рухнул.

Похоронен на Донском кладбище.

## Творчество
- Первый бал.
- Ласково взгляни (В. Сидоров, обр. Симон Каган — И. Аркадьев) (запись на пластинку — Ногинский и Апрелевский заводы, 1939 г., 9307.)[4][5].
- О любви и дружбе (А. Тургель — И. Аркадьев) (запись на пластинку — Ногинский и Апрелевский заводы, 1939 г., 8058, подпись: А. Тургель — И. Аркадьев[6][7][8].
- Если помнишь, если любишь (Обр. и сл. И. Аркадьева) (запись на пластинку — ленинградский завод «Ленмузтрест», 1940 г., 2679, 2680, подпись: И. Аркадьев[4].
- Весенняя песенка (Я. Хаскин — И. Аркадьев) (запись на пластинку — Ногинский и Апрелевский заводы, 1940 г., 10520.)[9][10].
- Если можешь, прости (Tango «Scrivimi») (G. Raimondo / Джованни Раймондо, обр. А. Островский — И. Аркадьев)[11].

«Мне сегодня так больно,.

Слёзы взор мой туманят.

Эти слёзы невольно

Я роняю в тиши.

Сердце вдруг встрепенулось,

Так тревожно забилось…

Мой нежный друг,

Если можешь — прости…»

Изабелла Даниловна вспоминала о нём: «Это танго мой муж создал за десять минут… Я ему говорю: „Что ты там пишешь?“ А он отмахивается: „Подожди“. А потом подаёт мне листок со стихами. Мы ведь действительно с ним никогда не расставались. Он ради меня пожертвовал своей карьерой. Стал администратором, возил меня на гастроли, писал мне песни. И, шутя, называл себя Федей Протасовым, добавляя при этом: „Я погиб за цыганский романс“.»

## Адреса
- Москва, Трёхпрудный переулок, дом 8.
- Подмосковье, Валентиновка.